# Armoiries de la Suède
La Suède possède deux blasons nationaux : un petit et un grand, conformément à la loi du 29 avril 1982.
Dans la majorité des cas on utilise le petit blason, qui possède trois couronnes ouvertes, en or sur un fond d'azur (bleu), superposées deux sur une. Le blason est surmonté d'une couronne royale et, éventuellement, entourée par la médaille de l'ordre des Séraphins, fondé en 1748 qui est la distinction la plus prestigieuse en Suède.
Le petit blason est utilisé comme symbole de la Suède depuis environ 1336. Les trois couronnes étaient à cette époque un symbole très connu des rois Mages. Une autre théorie existe sur la signification du blason ; il aurait été adopté par le roi Magnus IV de Suède (1319–64) comme symbole de son titre de roi de Suède, de Norvège et de Scanie.
Le grand blason est le symbole du monarque ; il est aussi utilisé lors de grandes occasions par le gouvernement ou le Parlement. Sa composition fut créée durant la cinquième décennie du XVe siècle dans les armoiries du roi Charles VIII de Suède. Il est composé du blason des trois couronnes, combiné avec le lion des Folkung, et l'écu du lignage qui a dirigé le destin de la Suède de 1250 à 1364. Au centre on peut voir les armoiries de la famille régnante : les Bernadotte, c'est-à-dire le blason configuré dans la seconde décennie du XIXe siècle par le prince héréditaire récemment élu, le maréchal français Jean-Baptiste Bernadotte, qui a adopté le nom de Charles XIV Jean de Suède. Cet écusson est parti : au premier une gerbe qui rappelle la dynastie Vasa (1523–1654), et au second  un pont qui représente la principauté de Pontecorvo en Italie (cadeau de l'empereur Napoléon Ier à Bernadotte en 1806), avec l'aigle napoléonienne.
En 1826, le roi Charles XIV Jean de Suède décida de changer l'aigle napoléonienne en un corbeau de sable surmonté d'un chef cousu d'azur semé d'étoiles d'or pour les blasons des Princes du Royaume.
En 1844, le roi Oscar Ier de Suède réglementa officiellement les armoiries de l'Union Suède-Norvège et supprima le chef cousu d'azur semé d'étoile en le remplaçant par en chef la constellation de la Grande Ourse (Ursa Major) d'or. Ces armoiries restèrent identiques jusqu'en 1885, où le corbeau laissa sa place à une aigle de sable becquée et membrée d'or.
À la suite de l'indépendance de la Norvège en 1905, une nouvelle loi sur les armoiries du Royaume fut promulguée en 1908 où l'aigle est de nouveau en or.
En 1982, une loi a remanié les armoiries de la Suède. Le principal changement est une conséquence de la réforme des ordres de 1974. Avec la mise en sommeil de plusieurs des ordres royaux et la modification des conditions d'attribution de l'ordre Charles XIII, il fut décidé de ne plus représenter que l'ordre des Séraphins sur les armes royales. Le lion des Bjelbo/Folkung fut également modifié. Alors qu'en 1908 il était simplement décrit comme un lion couronné d'or et lampassé de gueules, la loi de 1982 précise que le lion aura aussi les griffes et les dents de gueules. Dans les grandes armoiries, deux précisions sont également apportées au texte de 1908 : le manteau doit être pourpre, frangé et lié d'or et les lions qui portent l'écu doivent reposer sur un piédestal d'or.

Blason des Bernadotte à partir de 1818
Blason donné par le Roi Karl XIV Johan aux princes de Suède de 1826 à 1844
Blason des Bernadotte de 1844 à 1885
Blason des Bernadotte de 1885 à 1907
Blason des Bernadotte depuis 1908